# Johann Christian von Schulzen
Johann Christian von Schul(t)zen  (* 1. April 1670; † 17. Februar 1750)  war kur-braunschweig-lüneburgischen Generalleutnant, Chef des Kavallerie-Regiments R4-A und Kommandant von Stade.
Sein Vater Heinrich Christoph von Schulzen († 16. November 1702) war Oberamtmann im Fürstentum Calenberg und erhielt vom König den Adel. Sein Bruder Conrad Kaspar von Schulzen (um 1676–1738) war Drost des Amtes Bokeloh.
Johann Christian ging früh in Kriegsdienste, wurde bereits am 5. März 1715 Oberst und erhielt ein Kavallerie-Regiment. Am 4. Mai 1728 wurde er Brigadier des Regiments und am 26. Juni 1736 Generalmajor. Am 7. Juni 1739 wurde er noch zum Generalleutnant befördert. Er starb in der Nacht vom 16. auf den 17. Februar 1750 im Alter von über 80 Jahren.
Er war mit Auguste Freiin von Mentzingen (1677–1754), der Witwe des Geheim Rates Johann Friedrich von Staffhorst zu Stade verheiratet. Die mit Wappen reich verzierte Gruftplatte des Ehepaares aus der Kirche St. Cosmae et Damiani (Stade) ist erhalten geblieben. Die Ehe blieb ohne Kinder.